# Совреченский сельсовет
Совреченский сельсове́т — административно-территориальная единица в Туруханском районе Красноярского края Российской Федерации, существовавшая до 2005 года.

## История
Совреченский сельсовет существовал до 2005 года.
До 1966 года назывался Чапогиро-Эвенкийским сельсоветом.
28 января 2005 года Законом № 13-2925 Совреченский сельсовет был упразднён и его населённые пункты переданы в межселенную территорию.

## Состав сельсовета
В состав сельсовета входили 2 населённых пункта:
| № | Населённый пункт | Тип населённого пункта          | Население |
| - | ---------------- | ------------------------------- | --------- |
| 1 | Советская Речка  | посёлок, административный центр | 143       |
| 2 | Янов Стан        | посёлок                         | 20        |

До 2002 года Советская Речка являлась селом.